# Jean Dorat
Pour les articles homonymes, voir Dorat.
Jean Dorat, en latin Auratus, dit d'Aurat, nom de plume de Jean Dinemandi, né le 3 avril 1508 à Limoges, mort le 1er novembre 1588 à Paris, est un écrivain et helléniste français.

## Biographie
Il naît à Limoges, de parents pauvres surnommés les Dinemandi (du limousin Disnamandy : Mangematin).
En 1537, il quitte sa région natale pour s'inscrire à la faculté des Arts de Paris. Ce personnage étonna ses contemporains par sa mémoire prodigieuse.
En 1544, le père de Jean Antoine de Baïf engage Dorat comme précepteur de son fils, et de son jeune secrétaire Pierre de Ronsard. Les deux amis sont les disciples fervents de l'humaniste qui se servait du grec pour apprendre à ses élèves le latin, dans la tradition des humanistes du siècle précédent qui se perpétua au XVIe siècle. Ronsard a souvent reconnu sa dette envers cet homme prodigue de son savoir, qui lui avait « appris la Poésie ».
Il se fait d'abord remarquer par des poésies françaises, qui lui valent la faveur de François Ier.
Quand le père de Baïf meurt, en 1547, on offre à Dorat le poste de principal du Collège de Coqueret. Le 21 décembre 1548, il épouse Marguerite de Laval en l'église Saint-André-des-Arts et emménage dans la Maison du Chef Saint-Jean, rue de la Grande Bretonnière, à l'emplacement de l'actuelle rue Soufflot. De cette union naquirent deux enfants : Madeleine et Louis Dorat. En 1549, Joachim du Bellay vient rejoindre le groupe de ses élèves. La Défense et illustration de la langue française, vraie bombe littéraire, fut composée sous les yeux de Dorat. Celui-ci recherchait peu les honneurs et s'est peu préoccupé de sa gloire posthume.
Il est nommé en 1560 professeur de grec au Collège des lecteurs royaux, créé par François Ier, et se fait une grande réputation par ses vers latins et grecs.
Il connaît Claude Roillet.
Personne n'a recueilli les pièces grecques, latines et françaises que Dorat éparpillait un peu partout, car chacun le sollicitait et il satisfaisait chacun.
En 1586, des élèves et des amis s'unissent pour publier un ensemble fort incomplet de ses Poemata : elles contiennent des poèmes, des épigrammes, des anagrammes, des odes, des églogues. On y remarque le Tumulus Caroli (Charles IX).
Dorat, déjà très malade, meurt deux ans plus tard. Il laisse deux fils et une fille qui se sont distingués aussi comme poètes et érudits.
Son rôle auprès du groupe de la Pléiade est peut-être d'être l'humaniste porteur de la tradition, pour qui le latin ne pouvait s'étudier correctement sans la connaissance du grec. Il est presque exclusivement un poète d'expression latine et grecque.

## Publications
- Hymne de Bacus… avec la version latine de Jean Dorat (avec Pierre de Ronsard), Paris, André Wechel, 1555. Il a paru d'abord dans le recueil des Meslanges publié la même année 1555. C'est le plus important poème français consacré à Bacchus à l'époque de la Renaissance. « Que scauroi-je mieux faire en ce temps de vendanges Après avoir chanté d'un verre les louanges Si non louer Bacus et ses festes, à fin De celebrer le Dieu des verres et du vin »
- Ad belli ciuilis auctores et eorum socios, 1576.
- (la) Poematia, Paris, Gulielmus Linocerius, 1586 (lire en ligne)

### Source partielle
Marie-Nicolas Bouillet  et Alexis Chassang (dir.), « Jean Dorat » dans Dictionnaire universel d’histoire et de géographie, 1878 (lire sur Wikisource)